# Nacistični pozdrav
Nacistični pozdrav, znan tudi kot Hitlerjev pozdrav, je bila kultura, ki se je uporabljala kot pozdrav v nacistični Nemčiji. Pozdrav je bil izveden tako, da je oseba zravnala desno roko v zrak in običajno dejala: "Heil Hitler!" (Živel Hitler) "Heil, mein Führer!" ('Pozdravljen, moj führer!') ali "Sieg Heil!" ('Pozdrav zmagi!'). V tridesetih letih 20. stoletja je ta pozdrav sprejela nacistična stranka, da bi izrazila poslušnost voditelju nacistične stranke Adolfu Hitlerju in poveličevala vpliv nemškega naroda. Pozdrav je bil obvezen za civiliste, večinoma pa neobvezen za vojaško osebje, ki je obdržalo tradicionalni vojaški pozdrav vse do neuspelega poskusa atentata na Hitlerja 20. julija 1944.
Uporaba tega pozdrava je nezakonita v sodobni Nemčiji in Avstriji, prav tako pa to velja za kaznivo dejanje v tudi na Poljskem in Slovaškem. Prepovedana je tudi uporaba kakršnih koli nacističnih fraz, povezanih s pozdravom. V Italiji je kaznivo dejanje samo, če se uporablja z namenom "ponovne vzpostavitve prepovedane Nacionalne fašistične stranke" ali za povzdigovanje ali spodbujanje njene ideologije ali članov. V Kanadi, na Češkem, v Franciji, na Nizozemskem, na Švedskem, v Švici, v Združenem kraljestvu in Rusiji se izkazovanje pozdrava samo po sebi ne šteje kaznivo dejanje, vendar predstavlja sovražno dejanje, če se uporablja za širjenje nacistične ideologije.